# Johan Löfberg
Johan Löfberg (i riksdagen kallad Löfberg i Skärplinge), född 26 november 1848 i Hökhuvuds socken, Stockholms län, död 23 september 1915 i Brännkyrka församling, var en svensk kronolänsman och riksdagsman.
Löfberg var kronolänsman i Löfsta tingslag, Uppsala län. I riksdagen var han ledamot av andra kammaren under andra riksmötet 1887, invald av Olands härads valkrets.